# Peddocks Island
Peddocks Island ist eine der größten Inseln im Boston Harbor im Bundesstaat Massachusetts der Vereinigten Staaten. Seit 1996 gehört die 210,4 Acres (0,851 km²) große Insel zur Boston Harbor Islands National Recreation Area und wird vom Department of Conservation and Recreation verwaltet. Sie liegt gegenüber der Stadt Hull auf der anderen Seite des Tiefwasserkanals Hull Gut sowie östlich von Nut Island und der Halbinsel Hough's Neck.
Auf der Insel befindet sich am östlichen Ende das heute nicht mehr genutzte Fort Andrews, das von 1904 bis zum Ende des Zweiten Weltkriegs zur Verteidigung des Hafengebiets diente. Im westlichen Teil von Paddocks Island gibt es einige Cottages in Privatbesitz sowie Campingplätze in der Nähe des Forts im Osten. Saisonal verkehren Fähren zwischen Peddocks Island und Georges Island.

## Geschichte
Seit dem frühen 17. Jahrhundert wurde die Insel vorwiegend für die Landwirtschaft genutzt, jedoch zeigte auch bald das Militär Interesse an der Insel. Während des Amerikanischen Unabhängigkeitskriegs waren über 600 Miliz-Soldaten dort stationiert und 1904 wurde im östlichen Teil das Fort Andrews errichtet, das bis zum Ende des Zweiten Weltkriegs als aktive Verteidigungsanlage des Hafens diente. Im Jahr 2008 standen noch 26 der ursprünglichen Gebäude, die jedoch aufgrund von Einsturzgefahr für die Öffentlichkeit nicht zugänglich sind.
Im Jahr 2008 drehte Martin Scorsese auf der Insel Szenen für seinen Film Shutter Island mit Leonardo DiCaprio.
Seit 2011 wird die Insel umfassend renoviert und ist daher nur eingeschränkt zugänglich.

## Natürliche Ressourcen
Am südlichen Ende der Insel befindet sich Marschland mit Süßwasservorkommen.
Die auf der Insel am häufigsten anzutreffenden Bäume und Sträucher sind Spitzahorn, Birken, Eichen, Kiefern, Pappeln, Rhus und Apfelbäume. Ebenso gibt es wilde Rosen und Giftefeu.